# Pico Jano
Pico Jano é uma montanha da Cantábria (norte da Espanha).
A montanha faz parte da cordilheira que divide os vales dos rios Deva e Quiviesa. Situada entre as cidades de Camaleño e Vega de Liébana, ambas em Liébana, seu ponto mais alto é ocupado por um pilar utilizado como ponto de trigonometria, cuja base é de 1.446 metros.

## Acesso ao cume
Uma rota fácil e bem marcada para o Pico Jano começa a partir de Dobarganes, uma vila do município de Vega de Liébana. Seu comprimento é de aproximadamente 4 km. O cume também pode ser alcançado de mountain bike. Pico Jano oferece uma vista deslumbrante de Picos de Europa.